# Sanvignes-les-Mines
Sanvignes-les-Mines ist eine französische Gemeinde mit 4265 Einwohnern (Stand 1. Januar 2022) im Département Saône-et-Loire in der Region Bourgogne-Franche-Comté. Sie gehört zum Arrondissement Autun und zum Kanton Saint-Vallier. Der Stadt liegt in der Nachbarschaft von Montceau-les-Mines.

## Geschichte
Im Mittelalter war Sanvignes eine der fünf Châtellenies der Grafschaft Charolais.
Der Bergbau in der Gegend führte dazu, dass sich viele polnische Grubenarbeiter in der Stadt ansiedelten.
| Bevölkerungsentwicklung | Bevölkerungsentwicklung | Bevölkerungsentwicklung | Bevölkerungsentwicklung | Bevölkerungsentwicklung | Bevölkerungsentwicklung | Bevölkerungsentwicklung | Bevölkerungsentwicklung |
| ----------------------- | ----------------------- | ----------------------- | ----------------------- | ----------------------- | ----------------------- | ----------------------- | ----------------------- |
| Jahr                    | 1968                    | 1975                    | 1982                    | 1990                    | 1999                    | 2009                    |                         |
| Einwohner               | 6772                    | 6266                    | 5728                    | 4918                    | 4341                    | 4353                    |                         |

## Städtepartnerschaften
- Eisenberg (Pfalz), Deutschland, seit 29. September 1970
- Baldock, England, seit 26. Oktober 1998